# Aéroport international de Fresno Yosemite
L'aéroport international de Fresno Yosemite est un aéroport civil et militaire situé à Fresno, dans le comté de Fresno en Californie.

Il est situé à 97 km au sud du parc national de Yosemite.

## Histoire
L'aéroport fut ouvert en tant que base aérienne en juin 1942. Il portait le nom de Hammer Field pendant la Seconde Guerre Mondiale.

## Situation
| Burbank Santa Rosa Arcata CA Long Beach Merced Santa Monica Fresno Los Angeles Palm Springs Sacramento San Diego San Francisco San Jose Oakland Ontario Santa Ana Monterey Chico Crescent City Imperial Inyokern Mammoth Lakes Carlsbad Bakersfield Modesto Redding San Luis Obispo Santa Barbara Santa Maria Stockton Visalia |

## Compagnies aériennes
| Compagnies        | Destinations                                                        |
| ----------------- | ------------------------------------------------------------------- |
| Aeroméxico        | Guadalajara-M. Hidalgo y Costilla                                   |
| Alaska Airlines   | Portland, San Diego, Seattle-Tacoma                                 |
| Allegiant Air     | Las Vegas-Harry-Reid                                                |
| American Airlines | Dallas-Fort Worth En saison : Phoenix-Sky Harbor                    |
| American Eagle    | Los Angeles, Phoenix-Sky Harbor                                     |
| Delta Connection  | Salt Lake City                                                      |
| Frontier Airlines | Denver                                                              |
| United Airlines   | Chicago-O'Hare                                                      |
| United Express    | Denver, Los Angeles, San Francisco En saison : Chicago-O'Hare       |
| Volaris           | Guadalajara-M. Hidalgo y Costilla, León-Guanajuato (Bajio), Morelia |

Édité le 19/12/2019